# عصیان (فیلم ۱۳۴۵)
عصیان فیلمی به کارگردانی ساموئل خاچیکیان و نویسندگی ساموئل خاچیکیان و امیر شروان محصول سال ۱۳۴۵ است.

## داستان
گروهی سارق مورد هجوم پلیس قرار می‌گیرد و یکی از آن‌ها به گلولهٔ رضا کشته می‌شود…

## تولید و نمایش
این فیلم از محصولات گروه سینماهای متحد تهران بود. تهیه‌کننده آن ناصر مجدبیگدلی، کارگردان ساموئل خاچیکیان، فیلمنامه‌نویسان امیر شروان و خاچیکیان و فیلمبردار نصرت‌الله کنی بودند.
این فیلم در چهاردهم اردیبهشت ماه ۱۳۴۵ در سینماهای دنیا، نادر، مراد، رامسر، کارون، جهان، فلور و ماندانا نمایش داده شد.

## بازیگران
- عبدالله بوتیمار
- آرمان هوسپیان
- رضا بیک ایمانوردی
- آذر حکمت شعار
- مینا
- آنیک شفرازیان
- لیلا فروهر
- نرسی گرگیا
- فرشید فرزان
- احمد معینی
- وزیری
- فرخنده
- ناهید
- سوریک خاچیکیان
- کاظم روشن‌ضمیر
- ژاله درنشان
- حاجی زاده
- جهانگیر فروهر
- قباد
- رضوان